# Сарыхобда
Сарыхобда (каз. Сарықобда, до 1993 г. — Бессарабка) — аул в Алгинском районе Актюбинской области Казахстана. Административный центр Сарыхобдинского сельского округа. Код КАТО — 153248100.

## Население
В 1999 году население аула составляло 813 человек (406 мужчин и 407 женщин). По данным переписи 2009 года в ауле проживало 428 человек (226 мужчин и 202 женщины).